# Cladomyza gracilis
Cladomyza gracilis är en tvåhjärtbladig växtart som beskrevs av Danser. Cladomyza gracilis ingår i släktet Cladomyza och familjen Amphorogynaceae. Inga underarter finns listade i Catalogue of Life.